# ペドロ・エンリケ・ペロッチ
ペドロ・エンリケ・ペロッチ（Pedro Henrique Perotti、1997年11月22日 - ）は、ブラジル・リオグランデ・ド・スル州セベリ出身のプロサッカー選手。ポジションはフォワード。
ペドロ・ペロッチ、または単にペロッチとしても知られている。

## 来歴
リオグランデ・ド・スル州セベリで生まれたが、同州のホデイオ・ボニートで育った。
ペロッチはシャペコエンセのユース出身である。2016年3月12日にサンタカタリーナ州選手権のホームゲームカンボリウFC戦で、4-0で勝利した試合の終盤にシニアデビューを飾った。
ペロッチはラミア航空2933便墜落事故の際、同機には搭乗していなかった。この事故では彼のチームメイト19名が死亡した
。
ペロッチのブラジル全国選手権セリエAデビューは2017年6月23日のアウェイゲームフラメンゴ戦で、ルイス・マヌエル・セイハスとの交代であったが1-5で敗れた。
彼のシニア初ゴールは2019年3月2日のホームゲームメトロポリターノ戦での決勝点で、2-1での勝利につながった。その後はスターティングメンバーを勝ち取ることができず、同年6月18日にポルトガル・プリメイラ・リーガのCDナシオナルに期限付き移籍した。
ペロッチが2020年8月にレンタル先から復帰したとき、シャペコエンセはセリエBに降格していた。
彼は21試合の出場で4ゴールを決め、チームもセリエBで優勝し昇格することができた。
2021年のサンタカタリーナ州選手権では彼はレギュラーのスターティングメンバーとなり、3-1で勝利したホームゲームECプロスペラ戦でのハットトリックを含む15ゴールを挙げた。同年4月6日に、2024年まで契約を更新した。
2023年1月4日に、J1リーグ・FC東京への期限付き移籍についてクラブ間で合意したことが発表された。
2023シーズンの開幕戦であるホーム浦和レッズ戦で、終了間際に出場し日本でのデビューを記録した。3月26日のルヴァンカップホーム京都戦では2ゴールを挙げ、これが日本での初ゴールとなった。5月27日のJ1リーグアウェイ神戸戦の終盤に出場し、PKながらリーグ戦初ゴールを挙げた。その後は途中出場のみで、9月15日のJ1リーグアウェイ川崎戦がシーズン最後の出場となった。12月2日に期限付き移籍期間満了が発表された。
2025年1月13日、ラドミアク・ラドムに移籍した。

## 個人成績
| 国内大会個人成績 | 国内大会個人成績 | 国内大会個人成績 | 国内大会個人成績   | 国内大会個人成績   | 国内大会個人成績   | 国内大会個人成績 | 国内大会個人成績 | 国内大会個人成績 | 国内大会個人成績   | 国内大会個人成績   | 国内大会個人成績       | 国内大会個人成績       | 国内大会個人成績 | 国内大会個人成績 |
| 年度             | クラブ           | 背番号           | 全国リーグ         | 全国リーグ         | 全国リーグ         | 地域リーグ       | 地域リーグ       | 地域リーグ       | リーグ杯           | リーグ杯           | オープン杯             | オープン杯             | 期間通算         | 期間通算         |
| 年度             | クラブ           | 背番号           | カテゴリー         | 出場               | 得点               | カテゴリー       | 出場             | 得点             | 出場               | 得点               | 出場                   | 得点                   | 出場             | 得点             |
| ブラジル         | ブラジル         | ブラジル         | 全国選手権         | 全国選手権         | 全国選手権         | 州選手権         | 州選手権         | 州選手権         | ブラジル杯         | ブラジル杯         | -                      | -                      | 期間通算         | 期間通算         |
| ---------------- | ---------------- | ---------------- | ------------------ | ------------------ | ------------------ | ---------------- | ---------------- | ---------------- | ------------------ | ------------------ | ---------------------- | ---------------------- | ---------------- | ---------------- |
| 2016             | シャペコエンセ   |                  | セリエA            | 0                  | 0                  | SC州1部          | 2                | 0                | 0                  | 0                  | -                      | -                      | 2                | 0                |
| 2017             | シャペコエンセ   | 19               | セリエA            | 2                  | 0                  | SC州1部          | 0                | 0                | 0                  | 0                  | -                      | -                      | 2                | 0                |
| 2018             | シャペコエンセ   | 99               | セリエA            | 0                  | 0                  | SC州1部          | 4                | 0                | 0                  | 0                  | -                      | -                      | 4                | 0                |
| 2019             | シャペコエンセ   |                  | セリエA            | 1                  | 0                  | SC州1部          | 6                | 1                | 1                  | 0                  | -                      | -                      | 8                | 1                |
| 2020             | シャペコエンセ   |                  | セリエB            | 21                 | 4                  | -                | -                | -                | 0                  | 0                  | -                      | -                      | 21               | 4                |
| 2021             | シャペコエンセ   | 77               | セリエA            | 26                 | 3                  | SC州1部          | 18               | 15               | 0                  | 0                  | -                      | -                      | 41               | 18               |
| 2022             | シャペコエンセ   | 9                | セリエB            | 26                 | 6                  | SC州1部          | 12               | 4                | 1                  | 1                  | -                      | -                      | 38               | 10               |
| ポルトガル       | ポルトガル       | ポルトガル       | リーガ・ポルトガル | リーガ・ポルトガル | リーガ・ポルトガル | -                | -                | -                | タッサ・ダ・リーガ | タッサ・ダ・リーガ | タッサ・デ・ポルトガル | タッサ・デ・ポルトガル | 期間通算         | 期間通算         |
| 2019-20          | ナシオナル       |                  | セグンダ・リーガ   | 11                 | 1                  | -                | -                | -                | 1                  | 0                  | 1                      | 0                      | 13               | 1                |
| 日本             | 日本             | 日本             | Jリーグ            | Jリーグ            | Jリーグ            | -                | -                | -                | ルヴァンカップ     | ルヴァンカップ     | 天皇杯                 | 天皇杯                 | 期間通算         | 期間通算         |
| 2023             | FC東京           | 22               | J1リーグ           | 13                 | 1                  | -                | -                | -                | 5                  | 2                  | 1                      | 0                      | 19               | 3                |
| 通算             | ブラジル         | ブラジル         | セリエA            | 29                 | 3                  | -                | -                | -                |                    |                    | -                      | -                      |                  |                  |
| 通算             | ブラジル         | ブラジル         | セリエB            | 47                 | 10                 | -                | -                | -                |                    |                    | -                      | -                      |                  |                  |
| 通算             | ポルトガル       | ポルトガル       | プリメイラ・リーガ | 11                 | 1                  | -                | -                | -                |                    |                    | -                      | -                      |                  |                  |
| 通算             | 日本             | 日本             | J1リーグ           | 13                 | 1                  | -                | -                | -                | 5                  | 2                  | 1                      | 0                      | 19               | 3                |